# 즐라테모라우체구

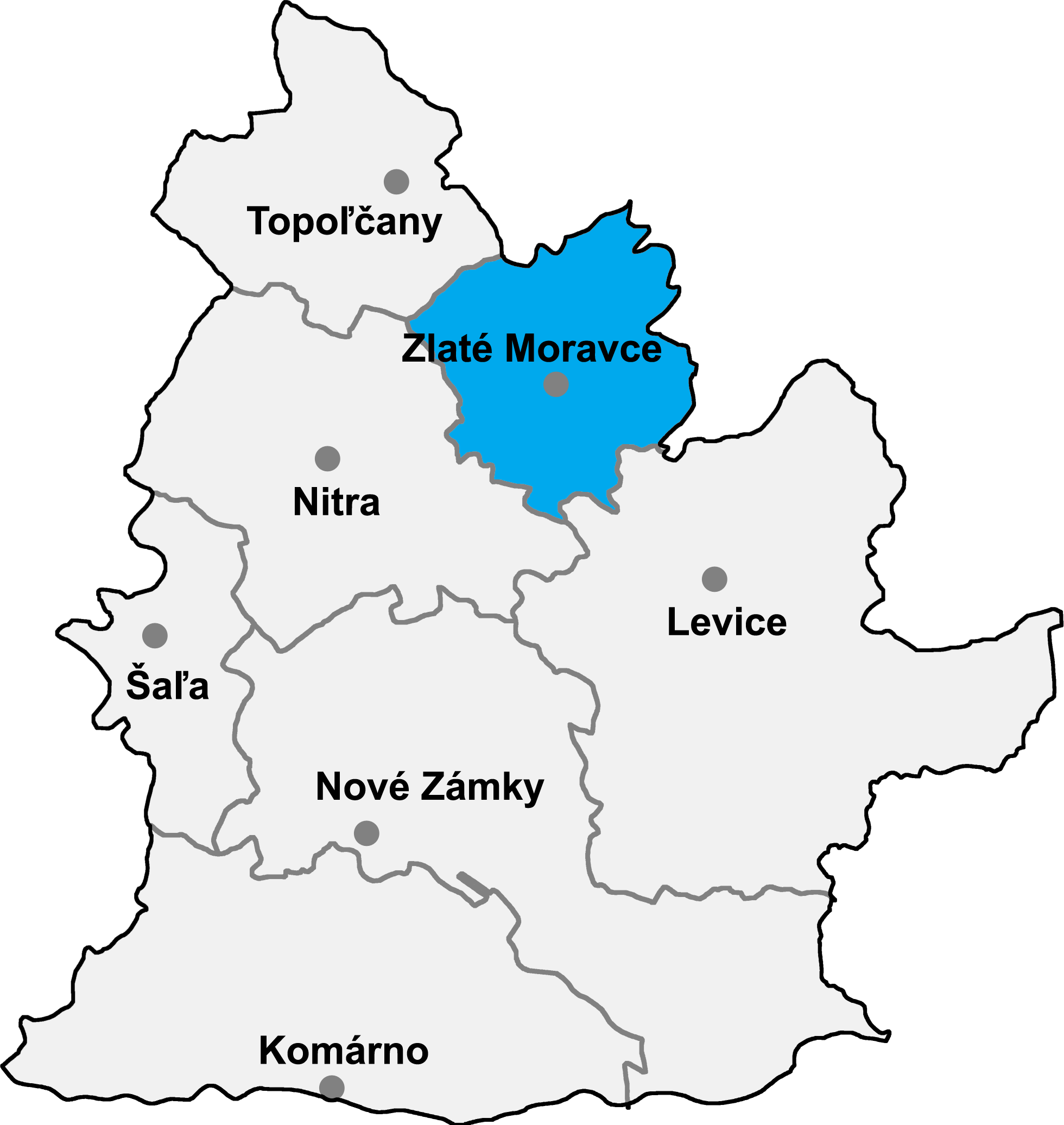
즐라테모라우체구의 위치

즐라테모라우체구(슬로바키아어: Okres Zlaté Moravce)는 슬로바키아 니트라주를 구성하는 7개 구 가운데 하나로 행정 중심지는 즐라테모라우체이며 면적은 521.18km2, 인구는 41,127명(2014년 기준), 인구 밀도는 78.91명/km2이다.
니트라주 북부에 위치하며 33개 지방 자치체(1개 시, 32개 마을)를 관할한다. 북서쪽으로는 토폴차니구, 서쪽으로는 니트라구, 남쪽으로는 레비체구, 동쪽으로는 반스카비스트리차주 자르노비차구, 북쪽으로는 트렌친주 파르티잔스케구와 접한다.